# Club Softbol Viladecans
El Club Softbol Viladecans (CS Viladecans) va ser un club de softbol català, fundat l'any 2008.
Va ser creat per un grups de jugadores del Club Beisbol Viladecans, que van ser expulsades de l'entitat per protagonitzar un reportatge a la revista Interviú on reclamaven un camp en bones condicions per a la pràctica del softbol. En la seva curta vida, va consolidar-se com un dels millors equips de l'Estat espanyol, aconseguint dos Campionats de Catalunya (2009-10), tres Lligues espanyoles (2010-12) i tres Copes de la Reina (2010-12). També va participar en competicions europees amb notables actuacions. Algunes de les seves jugadores més destacades varen ser Maria Teresa Sanjuan, Miriam Alcázar, Cristina Fernández o Jessica Iborra. L'any 2013 va fusionar-se amb el CBS Sant Boi.

## Palmarès
- 3 Campionat de Catalunya de softbol: 2009 i 2010
- 3 Lliga espanyola de softbol: 2010, 2011 i 2012
- 3 Copa espanyola de softbol: 2010, 2011 i 2012